# Weezer
A Weezer népszerű amerikai alternatív rock zenekar. Jelenleg négy tag alkotja: Rivers Cuomo, Patrick Wilson, Brian Bell és Scott Shiner. Volt tagok: Matt Sharp, Jason Cropper és Mikey Welsh. A power pop, pop punk és emo műfajokban is jelen vannak. Leghíresebb számaik a "Buddy Holly" és a "Say It Ain't So".

## Története
1992-ben alakultak meg Los Angeles-ben. Cuomo, Wilson, Sharp és Cropper alapította meg az együttest. Megalakulásuk után egy évvel leszerződtek a Geffen Records kiadóhoz, és elkezdték rögzíteni bemutatkozó albumukat. Cropper nem sokkal a felvétel után kilépett a zenekarból.
A lemez 1994-ben jelent meg, Weezer címmel. (Borítójának színe miatt a "Kék Album" becenév ragadt rá. Ez visszatérő motívum lett a karrierjük alatt, hogy stúdióalbumaik az együttesről vannak elnevezve, és a színe miatt kap egy becenevet.) Az "Undone - The Sweater Song" dal, amely ezen a lemezen szerepelt. Ezután készültek el a Buddy Holly és a Say It Ain't So dalok is.
1996-ban megjelent második nagylemezük, a "Pinkerton". Mielőtt ez az album elkészült volna, Cuomo egy űr-témájú rockoperát szeretett volna írni, de végül ezt az ötletet elvetették. A Pinkerton eleinte kudarcnak számított eladás tekintetében, és felkerült a legrosszabb lemezek listájára is, azonban ez a kép az évek alatt megváltozott, és mára már a legjobb albumok listáján szerepel.
1997 és 1999 között csak koncertezésből állt a zenekar programja. A tagok különféle mellék-projektnek számító zenekarokat alapítottak, The Rentals, Ozma és Goat Punishment neveken. 2000-ben visszatértek a pályára. Ekkor is főleg koncertezésből állt a program, de 2001-ben új albumot adtak ki, amely ismét az együttes nevét kapta, és "Zöld Albumnak" becézik. Erről a lemezről a "Hash Pipe" és az "Island in the Sun" dalok számítottak slágernek.
2001-ben Welsh kórházba került, ismeretlen okokból. Helyére Scott Shriner került.
A 2002-ben megjelent negyedik nagylemezükön már kísérletezősebb elemek szerepeltek. 2004-ben megjelent a Weezer első és egyetlen koncert-DVD-je.
A zenekar ötödik nagylemeze,a Make Believe, 2005-ben jelent meg. Az album megítélése a korábbiaknál negatívabb volt. A Rolling Stone magazin pozitívan értékelte a lemezt és a Pinkertonhoz hasonlította Rivers Cuomo szerzői munkáját. A Pitchfork ezzel ellentétben "egyszerűen borzalmasnak" nevezte az albumot.
2008-ban került piacra a hatodik stúdióalbum, amely ismételten a zenekar nevét viseli és a "Piros Album" becenevet kapta. Ezen a lemezen is kísérletezős jellegű dalok szerepeltek. 2009-ben megjelent a hetedik nagylemez is. Ugyanebben az évben Cuomo balesetet szenvedett, így a Weezer kénytelen volt lemondani betervezett turnéikat. 2010-ben azonban folytatták a koncertezést.
2010-ben újabb albumot dobtak piacra, ezúttal az Epitaph Records kiadónál. Ezt a lemezt a YouTube-on reklámozták. Szintén 2010-ben megjelent a Weezer első válogatáslemeze. 
2011-ben Mike Welsh-et,a zenekar korábbi basszusgitárosát, holtan találták egy chicagói hotelszobában.
A Weezer következő albuma 2014-ben jelent meg Everything Will be Alright in the End címmel. Az album kritikai fogadtatása felülmúlta az azt megelőző albumokét.
2016-ban jelent meg egy újabb Weezer című albumuk, ezúttal fehér színű borítóval. Ezt követte 2017-ben a Pacific Daydream, 2019-ben pedig két újabb Weezer című lemez. Ez első egy feldolgozásokat tartalmazó album türkiz borítóval, míg a második eredeti dalokat tartalmaz és a Fekete albumként lett ismert.
2020-ban az együttes a Green Day és a Fall Out Boy társaságában világ körüli turnéra indult volna. A Hella Mega Tour névre keresztelt turnét végül a COVID-19 világjárvány miatt elhalasztották. Szintén ebben az évben terveztek kiadni egy Van Weezer című albumot, aminek megjelenése szintén átkerült 2021-re.
2021 januárjában az együttes kiadta legújabb, OK Human című albumát.
A Weezer számtalan együttest jelölt meg zenei hatásként, például KISS, Nirvana, Oasis és The Cars. Több zenekar (például a Dinosaur Pile-Up vagy a The Fall of Troy) ugyanakkor a Weezert jelölte meg hatásként.

## Diszkográfia

### Stúdióalbumok
- Weezer (Blue Album) (1994)
- Pinkerton (1996)
- Weezer (Green Album) (2001)
- Maladroit (2002)
- Make Believe (2005)
- Weezer (Red Album) (2008)
- Raditude (2009)
- Hurley (2010)
- Everything Will Be Alright in the End (2014)
- Weezer (A fehér album) (2016)
- Pacific Daydream (2017)
- Weezer (Teal Album) (2019)
- Weezer (Black Album) (2019)
- OK Human (2021)
- Van Weezer (2021)